# Savoy Brown
I Savoy Brown sono stati un gruppo blues rock britannico formato a Battersea, sobborgo di Londra, nel 1965. Parte della scena British blues della seconda metà degli anni sessanta, hanno però ottenuto maggiore successo negli Stati Uniti, grazie a una serie di album di boogie rock che sono diventati dei classici del genere. La band è stata caratterizzata fin dall'inizio da continui cambi di formazione e l'unico membro stabile nel tempo è stato il chitarrista e leader Kim Simmonds, fino alla morte di questi.

## Storia
La band è stata formata da Kim Simmonds e dall'armonicista John O'Leary dopo un incontro casuale presso il negozio di dischi di Soho Transat Imports nel 1965. La formazione originale includeva anche il cantante Bryce Portius, il tastierista Trevor Jeavons, il bassista Ray Chappell e il batterista Leo Manning. Jeavons è stato sostituito da Bob Hall immediatamente dopo la formazione della band e poco dopo anche O'Leary è stato rimpiazzato dal chitarrista Martin Stone. Questa formazione ha realizzato l'album di debutto inciso nel 1967 per la Decca (Shake Down), una raccolta di classici del blues.
Subito dopo l'incisione dell'album, entrano nella band il cantante Chris Youlden e il secondo chitarrista "Lonesome" Dave Peverett. Questa formazione ha registrato due album nel 1968, Getting to the Point e Blue Matter. A Step Further esce nel 1969 con il nuovo bassista Tony Stevens. Grazie a canzoni come "I'm Tired" e all'intensa attività concertistica la band si costruisce un seguito di fan negli Stati Uniti.
Dopo l'uscita di Raw Sienna (sempre del 1969) sia Youlden che Hall lasciano il gruppo. L'album successivo, Looking In del 1970, viene realizzato dai quattro membri rimanenti, ma dopo la sua pubblicazione Peverett, Stevens ed Earl escono per formare i Foghat con il chitarrista Rod Price. I Foghat ottengono successo negli Stati Uniti nella seconda metà degli anni settanta all'insegna del boogie rock.
Simmonds riorganizza completamente il gruppo con Dave Walker alla voce, Paul Raymond alle tastiere e alla chitarra, Andy Silvester al basso e Dave Bidwell alla batteria, proveniente dai Chicken Shack.
L'album del 1971, Street Corner Talking, grazie al singolo Tell Mama entra nella Billboard Hot 100. Nonostante il successo ottenuto da quest'album e dal successivo Hellbound Train (Top 40 nel 1972) i Savoy Brown non divennero mai delle star internazionali, forse anche a causa dei numerosi cambi di formazione. 
Dopo Lion's Share (1972) Dave Walker lascia per unirsi ai Fleetwood Mac. Nel gennaio del 1974 Stan Webb, dopo lo scioglimento dei Chichen Shack, si unisce ai Savoy Brown, realizzando l'album Boogie Brothers nel 1974.
Nel 1978, Simmonds organizza una nuova formazione con il bassista Don Cook e il batterista Richard Carmichael. All'inizio degli anni ottanta, Simmonds ingaggia il cantante Ralph Morman, ex Joe Perry Project, il batterista Keith Boyce e il chitarrista Barry Paul, ex Heavy Metal Kids e il bassista John Humphrey. Questa formazione registra Rock 'N' Roll Warriors un album che dà ai Savoy Brown nuovo successo. Il singolo Run to Me raggiunge il n. 69 dei Billboard Hot 100. Il medesimo anno dopo una tournée a fianco dei Judas Priest la band pubblica il live album Greatest Hits-Live In Concert. 
Il cantante Dave Walker rientra nel gruppo nel 1986 registrando due album in studio (Make Me Sweat e Kings of Boogie) e il live Live and Kickin', ma lascia per la seconda volta nel 1991. Durante gli anni novanta Simmonds continua a incidere album e a fare tournée con il nome Savoy Brown e come solista con musicisti diversi, incluso il cantante dei Molly Hatchet Phil McCormack.
Nel nuovo millennio la band è sempre attiva, con Simmonds come unico membro originario. L'album del 2014 Goin' to the Delta è stato accolto da recensioni positive da parte della stampa specializzata.

## Stile musicale
Protagonisti della scena del British blues, i Savoy Brown oscillarono fra il blues degli inizi e il rock degli anni settanta per ritornare alle radici di partenza. Ai loro esordi furono il gruppo di supporto per il bluesman statunitense John Lee Hooker durante le sue trasferte britanniche, e attraverso questa esperienza assimilarono il blues e lo elaborarono in un blues rock con spunti boogie, fungendo da apripista a gruppi quali i Led Zeppelin ed esibendosi assieme ad artisti di estrazione blues del calibro di Janis Joplin, Rod Stewart, i Fleetwood Mac ed Eric Clapton. Con l’abbandono di molti membri originari e la loro sostituzione con elementi provenienti dai Chicken Shack, i Savoy Brown piegarono verso l’hard rock, divenendo attraverso questa mutazione molto popolari fra il pubblico americano, e questa tendenza durò per tutti gli anni ottanta. Con Let It Ride, e più ancora con The Blues Keep Me Holding On, la formazione ritornò al blues, genere che aveva costituito la matrice delle sonorità originarie e il loro marchio di fabbrica, conquistando una fetta di nuovi ascoltatori appassionati del genere.

## Formazione

### Formazione attuale
- Kim Simmonds – chitarra, armonica, voce (1965–)
- Pat DeSalvo – basso (2009–)
- Garnet Grimm – drums (2009–)

### Ex componenti
- Leo Manning – batteria (1965–1967)
- Ray Chappell – basso (1965–1967)
- Brice Portius – voce (1965–1967)
- John O'Leary – armonica (1965–1967)
- Trevor Jeavons – tastere (1965)
- Bob Hall – tastiere(1965–1970)
- Martin Stone – chitarra (1967)
- Chris Youlden – voce (1967–1970)
- Bob Brunning – basso (1967–1968)
- Dave Peverett – chitarra, voce (1967–1971, 1992–1994)
- Hughie Flint –batteria (1967–1968)
- Rivers Jobe – basso (1968)
- Bill Bruford – batteria (1968)
- Roger Earl – batteria (1968–1971; ospite 1994–1999)
- Tony Stevens – basso (1968–1971)
- Paul Raymond – tastiere, chitarra (1971–1974, 1974–1976)
- Dave Bidwell – batteria (1971–1974, 1974–1975)
- Dave Walker – voce(1971–1972, 1986–1991)
- Andy Silvester – basso (1971–1972)
- Andy Pyle – basso (1972–1974)
- Ron Berg – batteria (1972–1974)
- Jackie Lynton – voce (1972–1974)
- Miller Anderson – chitarra, voce (1973–1974)
- Eric Dillon – batteria (1973–1974)
- Jim Leverton – basso (1973–1974)
- Stan Webb – chitarra, voce (1973–1974)
- Tom Farnell – batteria (1974–1978)
- Andy Rae – basso (1974–1975)
- Ian Ellis – basso (1975–1978)
- Don Cook – basso (1978–1980)
- Richard Carmichael – batteria (1978–1980)
- Keith Boyce – batteria (1980–1982)
- John Humphrey – basso (1980–1982)
- Steve Lynch – basso (1980)
- Ralph Morman – voce (1980–1982)
- Barry Paul – chitarra (1980–1982)
- Todd Hart – voce (1984–1985)
- Speedo Jones – voce, armonica (1985–1986)
- Chris Romanelli – basso (1985–1986)
- Jimmy Dagnesi – basso (1986–1989)
- Al Macomber – batteria (1986–1989)
- Jimmy Kunes – voce (1986)
- Shmutza-Hideous – percussioni (1986–1988)
- Rick Jewett – tastiere (1989–1992)
- Pete Mendillo – batteria (1989–1991)
- Lou Kaplan – basso (1989–1990)
- Jeff Adams – chitarra (1990–1991)
- Steve Behrendt – batteria (1990–1991)
- Loren Kraft – basso (1990–1991)
- Pete McMahon – voce, armonica (1991–1994)
- Phil McCormack – voce (1991–1992)
- Joe Pierleoni – batteria (1991–1992)
- Andy Ramirez – basso (1991–1992)
- Dave Olson – batteria (1992–1994)
- Tom Compton – batteria (1994–1999)
- Nathaniel Peterson – basso (1994–1999)
- Gerry Sorrentino – basso (1999–2009)
- Dennis Cotton – batteria (1999–2007)
- David Malachowski – chitarra (1999–2005)
- Mario Staiano – batteria (2005–2009)
- Joe Whiting – voce, sax (2009–2012; Ospite – 1991–1992)

### Musicisti ospiti
- Sue Glover – cori (1972–1974)
- Sunny Leslie – cori (1972–1974)
- Barry Murray – percussioni (1972–1974)
- Frank Ricotti – percussioni (1972–1974)
- Stan Sulzmann – sax (1972–1974)
- Robert Martin – tastiere (1986–1989)
- Bobby Sexton – tastiere (1986–1989)
- Les Baker – tastiere (1986–1988)
- Steve Klong – percussioni (1988–1989)
- Paul Aronson – percussioni (1989–1990)
- Hubert Sumlin – chitarra (1992–1994)
- Leo Lyons – basso (1994–1999)
- David Maxwell – tastiere (1994–1999)
- Paul Oscher – armonica (1994–1999)
- Duke Robillard – chitarra (1994–1999)
- Mark Nanni – tastiere (1999–2003)
- Ron Keck – percussioni (2005–2007)

## Discografia
- 1967 - Shake Down (Decca Records, LK/SKL 4883) a nome Savoy Brown Blues Band
- 1968 - Getting to the Point (Decca Records, SKL 4935)
- 1969 - Blue Matter (Decca Records, SKL 4994) Billboard 200 (USA) numero 182
- 1969 - A Step Further (Decca Records, SKL 5013) Live + Studio, USA numero 71
- 1970 - Raw Sienna (Decca Records, SKL 5043) USA numero 121
- 1970 - Looking In (Decca Records, SKL 5066) UK numero 50; USA numero 39
- 1971 - Street Corner Talking (Parrot Records, PAS 71047) USA numero 75
- 1972 - Hellbound Train (Parrot Records, XPAS 71052) USA numero 34
- 1972 - Lion's Share (Parrot Records, XPAS 71057) USA numero 151
- 1973 - Jack the Toad (Parrot Records, XPAS 71059) USA numero 84
- 1974 - Boogie Brothers (London Records, APS 638) USA numero 101
- 1975 - Wire Fire (London Records, PS 659) USA numero 153
- 1976 - Skin 'n' Bone (London Records, PS 670) USA numero 206
- 1977 - The Best of Savoy Brown (London Records, LC-50000) Raccolta
- 1978 - Savage Return (London Records, PS 718) numero 208
- 1981 - Just Live (Impact Records, IMLP 4.00146 J)
- 1981 - Rock 'n' Roll Warriors (Town House Records, ST-7002) USA numero 185
- 1982 - Greatest Hits Live in Concert (Town House Records, SKBK-7003) Live
- 1985 - Live in Central Park (Relix Records, RRLP 2014) Live del 1972
- 1986 - Slow Train (Relix Records, RRLP 2023)
- 1988 - Make Me Sweat (GNP Crescendo Records, GNPS-2193)
- 1989 - Kings of Boogie (GNP Crescendo Records, GNPS-2196)
- 1990 - Live and Kickin' (GNP Crescendo Records, GNPD-2202) Live
- 1992 - Let It Ride (Roadhouse Music Records, 4701-44001-2) Live
- 1995 - Bring It Home (Viceroy Music Europe, 360 0034.2)
- 1998 - Archive Alive! - Live at the Record Plant 1975 (Archive Recordings, ach 80014) Live del 1975
- 1999 - The Blues Keep Me Holding On (Mystic Music & Entertainment, 54323-2)
- 1999 - The Bottom Line Encore Collection (The Bottom Line Record Company L.L.C., 6344047404-2) Live del 1981
- 2000 - Looking from the Outside - Live '69/'70 (Mooncrest Records, CRESTCD-051 Z) Live
- 2000 - Jack the Toad - Live '70/'72 (Mooncrest Records, CRESTCD-052 Z) Live del 1970 e 1972
- 2001 - Raw, Live 'n' Blues (Akarma Records, AK 165/2) Live, 2 CD
- 2003 - Hellbound Train Live: 1969-1972 (Castle Music Records, 06076-81309-2) Live, 2 CD
- 2003 - Strange Dreams (Blind Pig Records, BPCD5082)
- 2004 - You Should Have Been There! (Panache Records, CD 1251) a nome Savoy Brown Featuring Kim Simmonds
- 2005 - Blues, Balls & Boogie (AIM Records, AIM 1088)
- 2007 - Steel (SPV Records, SPV 49992 CD)
- 2009 - Too Much of a Good Thing: The Savoy Brown Collection 1992-2007 (Panache Records, CD 1253) Raccolta
- 2010 - Train to Nowhere (Secret Records, SECDD015) 2 CD Live del 1997 e 1998
- 2011 - Voodoo Moon (RUF Records, RUF 1173)
- 2011 - Hellbound Train (Secret Records, SECCD037) Live
- 2013 - Songs from the Road (RUF Records, RUF 1187) CD + DVD
- 2014 - Goin' to the Delta (RUF Records, RUF 1196) a nome Kim Simmonds and Savoy Brown
- 2015 - Still Live After 50 Years (?) Live, a nome Kim Simmonds and Savoy Brown, CD venduto solo nei loro concerti
- 2015 - The Devil to Pay (RUF Records, RUF 1220) a nome Kim Simmonds and Savoy Brown
- 2017 - Witchy Feelin' (RUF Records, RUF 1251)
- 2019 - City Night (Quarto Valley Records)
- 2023 - Blues All Around (Quarto Valley Records)